# ジョン・ベレンデン (第5代ベレンデン卿)
第5代ベレンデン卿ジョン・カー・ベレンデン（英語: John Ker Bellenden, 5th Lord Bellenden、1751年8月22日 – 1796年10月20日）は、スコットランド貴族。

## 生涯
第4代ベレンデン卿カー・ベレンデンとエリザベス・ブレット（Elizabeth Brett、1726年頃 – 1798年1月21日、リチャード・ブレットの娘）の息子として、1751年8月22日にウーリッジで生まれ、9月23日に洗礼を受けた。1753年3月2日に父が死去すると、ベレンデン卿の爵位を継承した。スコットランド大蔵省式部官（Usher of the Exchequer）の世襲権を所有していたため、1755年4月23日に毎年250ポンドの補助金を与えられ、1761年4月4日に国王ジョージ3世より再確認された。
1775年、エンサインとして第25サセックス歩兵連隊に入隊した。
1787年6月26日、リースでサラ・カミング（Sarah Cumming、1794年11月21日没。ジャマイカのモンテゴ・ベイ出身のムラート女性、未亡人）と結婚した。
1796年10月20日にエディンバラで死去、叔父ロバートが爵位を継承した。死去時点で破産しており、スコットランド大蔵省式部官の世襲権はスコットランド民事控訴院の命令に基づき売却されることとなった。